# 音曲
音曲（おんぎょく）とは、日本の近代以前において音楽、あるいは音楽を用いた芸能のことを指した。
例えば、貴人が死去した時に行われた「歌舞音曲停止（ちょうじ）」の場合の「歌舞」「音曲」は、ともに音楽を伴った芸能全般の意味を指している。『風姿花伝』では、能などの舞のうち音楽的部分（特に謡）だけを指す場合に「音曲」という言葉が用いられている。
音曲では、第一に声がよいこと、第二に節回しが上手であること、第三に肺臓が強くて息が長いことが大切な条件であるということを、「一声二節三臓（いちこえにふしさんぞう）」と呼んだ。
近世においては、「俗曲」と並んで卑俗な音楽、裏を返せば大衆的な軽音楽の意味で用いられた。寛政年間に初代船遊亭扇橋が始めた音曲噺は、落語の間に下座の三味線に合わせて「都都逸」「奴さん」「二上り新内」などの歌を歌うというスタイルで人気を博し、これを真似して俗曲や流行歌を歌う人が登場した。こうした人たちを「音曲師」と称した。続いて文化年間に入ると女性の音楽家が登場して長唄や常盤津、幕末期には俗曲や舞踊まで教えるようになり、こうした女性たちを「五目の師匠」「音曲師匠」「女師匠」などと呼んだ。明治に入ると、寄席で様々な音楽芸を行う「音曲吹き寄せ」が盛んに行われた。
現代では古語に近いが、近世邦楽を主として、その他の関連する音楽を中心とした伝統芸能を意味している。そのため古代の音楽や宗教音楽である雅楽や声明などを含めないことが多い（雅楽は「音楽」、「楽」と呼ばれることが多かった）。
そもそも「音楽」との定義上の区別が困難であり、ことによっては差別的な用いられ方をすることもあり、現代では一部を除いてあまり使われず、普通に「音楽」と呼ばれることが多い。
『守貞謾稿』巻之二十三、音曲の項に挙げられている伝統芸能を中心に、以下に列挙する。
- 猿楽
- 謡曲（謡）
- 勧進能
- 浄瑠璃
- 歌舞伎
- 人形浄瑠璃
- 狂言
- 能
- 能楽
- 舞
- 曲舞
- 義太夫節
- 河東節
- 一中節
- 常磐津節
- 富本節
- 清元節
- 新内節
- 雅楽
- 地歌
- 箏曲
- 長唄
- 端唄
- 小唄
- 名古屋節
- 伊勢音頭
- 潮来節
- 演芸
- 童謡

以上の中には、現在廃絶しているものもある。
ただし、これらの伝統芸能のうち、視覚的要素をのぞく聴覚的要素のみを指す言葉としても、“音曲”という言葉は用いられる。